# سرزمین سایه‌های دلتورا
سرزمین سایه‌ها ی دلتورا (به انگلیسی: Deltora Shadowlands) مجموعه داستانی ۳ جلدی از امیلی رودا است.
این مجموعه وقایع بعد از مجموعه در جستجوی دلتورا را بیان می‌کند.

## نام کتاب‌ها
1. کتابهای: غار وحشت، جزیرهٔ توهم , سرزمین سایه ها را می‌خوانید.

## داستان

### سرزمین سایه‌ها ی دلتورا
لیف، باردا و جاسمین برای آزاد کردن برده‌هایی که ارباب سایه‌ها در طول حکومتش در استادیوم سایه‌ها زندانی کرده سفری را از زیر سرزمین دلتورا آغاز می‌کنند و با قبایل ناشناخته‌ای روبرو می‌شوند. این سه قبیله به نام‌های پلوم ، آرون و کراس(کرون)مردمان سابق سرزمین سایه ها، کشور زیبایی به نام پیرا بوده‌اند که نهرهای زلال از آن عبور می‌کرده و سرشار از باغ‌ها و گلستان‌های شگفت انگیز بوده‌است. در زمان‌های دور این سرزمین توسط نیروی جادوئی فلوت پیران از نفوذ ارباب سایه‌ها خفاظت می شده. سه همسفر از مردم هر یک از این قبایل می خواهند تا فلوت پیران را که بر اثر جنگ قبایل پیرایی به سه قیمت تقسیم شده را برای مدت کوتاهی به آن‌ها قرض بدهند تا در سرزمین سایه‌ها زمان کافی را برای فرار برده‌های دلتورایی به وجود آورد . آن‌ها در آخرین مقصدشان به سرزمین سایه‌ها نفوذ کرده و با کمک املیس پسر فلوت زن قبیلهٔ کرون‌ها موفق می‌شوند برده‌ها را فراری داده و به شهر دل بازگردند.